# Styela longiducta
Styela longiducta is een zakpijpensoort uit de familie van de Styelidae. De wetenschappelijke naam van de soort werd in 1985 voor het eerst geldig gepubliceerd door het echtpaar Claude en Françoise Monniot.